# Microrregión del Entorno del Distrito Federal
La Microrregión del Entorno del Distrito Federal es una microrregión del estado brasileño de Goiás, perteneciente a la Mesorregión del Este Goiano. Siendo el municipio más poblado Luziânia.

## Demografía
En 2006, la población de la Microrregión fue estimada en poco más de un millones de habitantes por el Instituto Brasilero de Geografía y Estadística. Compuesto por veinte municipios en un área total de 38.000 km².
La Microrregión del Entorno se caracteriza por su alta incidencia de homicidios. En el primer semestre de 2007, ocurrieron de 337 a 402 asesinatos en la región (las Secretarias de Seguridad Pública de Goiás y del Distrito Federal divulgaron números divergentes), que l convierte en la zona más violenta de todo el estado de Goiás.

## Municipios
- Abadiânia
- Água Fria de Goiás
- Águas Lindas de Goiás
- Alexânia
- Cabeceiras
- Cidade Ocidental
- Cocalzinho de Goiás
- Corumbá de Goiás
- Cristalina
- Formosa
- Luziânia
- Mimoso de Goiás
- Novo Gama
- Padre Bernardo
- Pirenópolis
- Planaltina
- Santo Antônio do Descoberto
- Valparaíso de Goiás
- Vila Boa
- Vila Propício